# Обсада на Баязет
Обсада на Баязет е част от отбранителните действия на Действуващия руски корпус на Кавказкия фронт по време на Руско-турската война (1877 – 1878).

## Оперативна обстановка
Град Баязет в навечерието на войната е от 8700 жители. Намира се южно от планината Арарат и е средище на пътищата от Ереван, Ван и Ерзерум. На 18 април е завзет от Ереванския руски отряд с командир генерал-лейтенант Арзас Тергукасов. Продължавайки настъплението оставя в града малък гарнизон от 1626 войника и 2 оръдия с командир подполковник Григорий Пацевич, заменен от полковник Исмаил Хан Нахичевански.
На 6 юни османски сили от 11 000 офицери и войници и 11 оръдия с командир Фаик паша започват обсадата на руския гарнизон, укрепил се в градската цитадела. Обсадените имат достатъчно оръжия и боеприпаси, но продоволствието и водата са крайно оскъдни. От 24 юни войнишката дажба вода е намалена на един черпак, храната на 50 грама сухари. Използвано е и конско месо.
На 7 юни крепостта е подложена на ожесточен артилерийски и пушечен обстрел. На следващия ден османските части преминават в обща атака, отбита от гарнизона. Продължават действията с обсадни акции. Многократните предложения за капитулация са отклонявани.

## Деблокиране на руския гарнизон
Към началото на месец юли руския гарнизон достига до границата на физическите сили и издръжливост. Опитът на генерал-лейтенант Арзас Тергукасов да освободи блокираните чрез изпращане на специален отряд е осуетен. На 26 юни възстановилия силите си Еревански руски отряд се насочва към Баязет. Сутринта на 28 юни след обща атака и с помощта на защитниците на крепостта превзема града. Героичния гарнизон е освободен и изтеглен с отряда на руска територия.